# House Calls
House Calls é um filme estadunidense de 1978 do gênero comédia dramática, dirigido por Howard Zieff.

## Elenco principal
- Walter Matthau...Dr. Charley Nichols
- Glenda Jackson...Ann Atkinson
- Art Carney...Dr. Amos Willoughby
- Richard Benjamin ...Dr. Norman Solomon

## Sinopse
Dr. Nichols, cirurgião famoso, volta ao trabalho depois de ficar viúvo. No hospital, a situação é precária com as trapalhadas perigosas do administrador senil Dr. Amos. Dr. Nichols ajuda uma paciente que estava em maus lençóis nas mãos do administrador e mais tarde ele a encontra num programa de debates da televisão. O dr. Nichols se interessa pela mulher, que se chama Ann e é separada, mas ele não quer saber de compromisso.